# Bangala (distrikt)
Bangala var ett distrikt i Kongostaten och Belgiska Kongo under perioden 1895–1932. Det var uppkallat efter bangalafolken.
Distriktet bildades 1895 när Ubangi-Uele delades i Bangala och Ubangi. Distrikten slogs ihop igen 1932 till Ubangi-Congo, som bytte namn till Congo-Ubangi samma år. Sedan 2015 hör distriktets områden till provinserna Mongala, Nord-Ubangi och Équateur.
Under Kongostatens tid fanns i huvudorten Nouvelle-Anvers, eller Bangala, territoriell domstol, militärdomstol, folkbokföringskontor, postkontor, medicinsk station, notariat, skolkoloni, katolsk mission och faktorier. Andra viktiga orter för kolonisatörerna var Umangi, där det fanns träningsläger, Mobeka, som var huvudstation för Société anversoise, och Bumba, som hade postkontor och var genomgångsstation till Uele. I Upoto och Mosembi fanns protestantiska missionsstationer. Dessutom fanns faktorier i Irengi, Upoto, Lie, Yambinga, Bokopa, Populi, Mobuaka och Monweda. Lisala blev huvudort 1911.